# LISA Airplanes Hy-Bird
Dimensions
Le LISA Airplanes Hy-Bird est un avion solaire et à pile à combustible à hydrogène. Il est équipé de 15m² de panneaux solaires qui rechargent des batteries qui aident au décollage et à la montée,,.
Il est dérivé de l'Akoya, du même constructeur.